# Corallorhiza mertensiana
Espèce
Corallorhiza mertensiana, ou Corallorhize de l'Ouest, est une espèce de plantes à fleurs de la famille des Orchidaceae (les orchidées) présente dans la partie occidentale de l'Amérique du Nord.
Elle doit son nom à son collecteur, le botaniste Karl Heinrich Mertens (1796-1830).

## Habitat
La Corallorhize de l'Ouest est présente à l'ouest de l'Amérique du Nord de la Californie à l'Alaska en passant par l'État de Washington et les provinces canadiennes de Colombie-Britannique et d'Alberta.